# Mickey Raphael

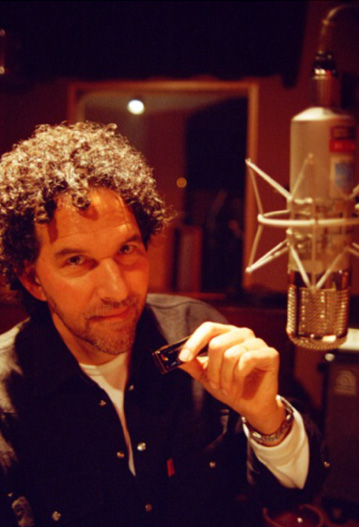
Mickey Raphael (2010)

Mickey Raphael  (* 7. November 1951) ist ein US-amerikanischer Mundharmonikaspieler, der am meisten für seine lange Zusammenarbeit mit dem Country-Sänger Willie Nelson bekannt ist.

## Leben
Raphael hat im Laufe seines Lebens mit vielen weiteren Künstlern zusammengearbeitet wie etwa U2, Neil Young, Elton John, Emmylou Harris und den Supersuckers (Must’ve Been High).
Er hat zudem Solo-Projekte wie das 1988 erschienene Album Hand to Mouth veröffentlicht.
Seine Laufbahn als professioneller Musiker begann an einem Abend 1973 während einer Party des Football-Trainers Darryl Royal in dessen Hotelzimmer. Willie Nelson und ein paar andere Singer-Songwriter waren anwesend, um für den Coach und einige seiner Freunde ein paar Songs zu spielen. Royal hatte einen Auftritt Raphaels in Austin gesehen und lud ihn für die Jamsession ein. Nelson fand Gefallen an seinem Harmonika-Spiel, woraufhin Raphael in die Band aufgenommen wurde.
Später sollte der Harpist jedoch sagen, dass er nie offiziell angeheuert worden war, allerdings habe man ihn auch nie darum gebeten zu gehen.
Mit der Zeit wurde er ein fester Bestandteil in Nelsons Band und tourte seit 1974 regelmäßig mit dem Musiker. Er hat wesentlich dazu beitragen, den berühmten Willie Nelson Style zu kreieren, als sich dieser Mitte der 1970er Jahre neu orientierte.
Raphael war auch in den Filmen On the Road Again und Songwriter zu sehen, in denen Nelson die Hauptrolle spielte. Des Weiteren ist er in einer Folge der TV-Serie Monk dabei.